# Susana López Charreton
Susana López Charretón (Ciudad de México, 19 de junio de 1957) es una viróloga mexicana, especializada en rotavirus y divulgadora de temas virológicos. Ha sido co-recipiente del Premio de Microbiología Carlos J. Finlay, que le otorgó la UNESCO en 2001, junto con su esposo Carlos Arias Ortiz. Además, en 2012 recibió el Premio L´Oréal-UNESCO “La Mujer en la Ciencia 2012" por su trabajo de investigación en el que identifica el modo de acción de los rotavirus.

## Biografía
Susana López Charretón nació en la Ciudad de México en 1957. Posee los grados de licenciatura (1980), maestría (1983) y doctorado (1986) en estudios básicos biomédicos, todos obtenidos con mención honorífica en la Universidad Nacional Autónoma de México (UNAM). Es investigadora en el  Instituto de Biotecnología en la misma universidad.
Fue becaria del Howard Hughes Medical Institute International Research Scholar desde 2000.
A lo largo de su carrera científica, ha contribuido con avances en el entendimiento del rotavirus.Un avance importante de su grupo de investigación está relacionado con la entrada del virus en el cuerpo humano.  El rotavirus se distribuye por la boca y la piel, pero esas células no son afectadas. Las únicas células afectadas en donde se reproduce el virus es en las células del intestino delgado. La Dra. López Charretón ha publicado más de 130 artículos de investigación en revistas científicas internacionales. Fue miembro del consejo editorial de la revista científica Journal of Virology.

### Investigaciones
La Dra. López Charretón ha liderado su programa de investigación como investigadora principal en el Instituto de Biotecnología (UNAM) en Cuernavaca , México . La Dra. López Charretón sirve como mentor para estudiantes de maestría y doctorado, y actualmente tiene un estatus de investigador de nivel III del SNI . A lo largo de su carrera, la Dra. López Charretón ha avanzado en nuestra comprensión del rotavirus . Uno de los hallazgos más importantes del grupo de investigación de la Dra. López Charretón  está relacionado con la entrada viral en el cuerpo humano. El rotavirus se transmite a través de la boca y la piel, pero el virus deja esas células solas y solo infecta y se reproduce en las células del intestino delgado. Además, ha estudiado cómo se propaga el rotavirus en las poblaciones humanas, la respuesta inmunitaria y su ciclo de replicación. Este trabajo ha contribuido a nuevas pruebas de diagnóstico, aislamiento de nuevas cepas y esfuerzos hacia una vacuna.  Ha publicado más de 130 artículos en revistas internacionales.  También pasó casi nueve años sirviendo en el Comité Editorial de la Revista de Virología .
De 2000 a 2010 fue becaria de investigación internacional del Instituto Médico Howard Hughes .

## Premios y reconocimientos
Fue galardonada con la medalla Gabino Barreda por su trabajo de investigación doctoral en 1988. En 1991, recibió una beca de la organización Fogarty Fellow. Ganó el  Premio Bienal Funsalud en Enfermedades Gastrointestinales (NADRO) de la Fundación Mexicana para la Salud en 2000 y 2002. En 2001, recibió el Premio Carlos J. Finlay de Microbiología  de UNESCO. En el año 2000, fue reconocida por el Instituto Médico Howard Hughes como international research scholar por sus contribuciones a la investigación del rotavirus.
En 2012, ganó el Premios L'Oréal-UNESCO a Mujeres en Ciencia por "la identificación del mecanismo de enfermedad del rotavirus que causa la muerte de 600,000 niños cada año.  Ese mismo año, la Dra. López Charretón fue galardonada con la medalla  Omecihuatl InMujeres. En el 2013, la Dra. López Charretón recibió el Premio Universidad Nacional de la academia de investigación científica en el área de ciencias naturales.
En 1993 fue premiada por la Academia de la Investigación Científica en el área de Ciencias Naturales. En 2000 recibió el Premio Internacional TWAS: de la Academia de Ciencias del Mundo en Desarrollo. En 2000 y 2002 fue premiada en la Bienal FUNSALUD en Enfermedades Gastrointestinales (NADRO) Fundación Mexicana para la Salud.
Con su esposo tienen dos hijos: Rodrigo, financiero, y Alejandra, fotógrafa y escritora.